# Граузам, Леопольд
Леопо́льд Грауза́м (нем. Leopold Grausam; 29 июня 1943, Пресбаум, Вин-Умгебунг — 8 сентября 2023) — австрийский футболист и футбольный тренер, игравший на позиции нападающего.

## Биография

### Клубная карьера
В возрасте 16 лет присоединился к венскому «Рапиду». Дебютировал в Национальной лиге Австрии 10 ноября 1963 года в матче с «Капфенбергом» – «Рапид» выиграл ту встречу со счётом 5:0. В дебютном для себя матче Граузам забил 4 гола, что является одним из рекордов в австрийском футболе. В составе «Рапида» выиграл 3 чемпионских титула и 3 Кубка Австрии. Всего во всех турнирах сыграл за «Рапид» 180 матчей и забил 70 голов.
В 1970 году перешёл в «Ваккер», в котором отыграл один сезон. В 1971 году перешёл в ЛАСК, в составе которого отыграл два сезона. Граузам играл также в Швейцарии за «Гренхен» в течение одного сезона. Завершил карьеру в клубе Региональной лиги «Рехниц». 

### Карьера в сборной
Дебютировал за сборную Австрии 12 апреля 1964 года в матче со сборной Нидерландов – та втреча закончилась со счётом 1:1. Сыграл 4 матча в отборочном турнире на чемпионат Европы 1968 года 4 матча и забил 3 гола. Всего за сборную Австрии сыграл 8 матчей и забил 3 гола.

### Тренерская карьера
После завершения карьеры работал с клубами низших дивизионов.

### Смерть
Скончался 8 сентября 2023 года в возрасте 80 лет.

## Достижения
«Рапид» (Вена)
- Чемпион Австрии (3) : 1963/64, 1966/67, 1967/68
- Обладатель Кубка Австрии (3) : 1965/66, 1970/71, 1972/73

«Ваккер» (Инсбрук)
- Чемпион Австрии (1) : 1970/71